# TADA3L
TADA3L‏ (Transcriptional adaptor 3) هوَ بروتين يُشَفر بواسطة جين TADA3L في الإنسان.